# Crise des sous-marins australiens
La crise des sous-marins australiens ou affaire des sous-marins australiens est une crise diplomatique, et notamment du droit du commerce international, qui oppose depuis le 15 septembre 2021 la France à l'Australie, et dans une moindre mesure les États-Unis et le Royaume-Uni, après l'annulation abrupte d'une commande de douze sous-marins devant être construits en Australie par le groupe industriel français Naval Group et ses partenaires pour la marine australienne. Cette crise a notamment mené au rappel historique des ambassadeurs de France aux États-Unis et de France en Australie.

## Historique

### Contexte pré-crise
En 2016, le gouvernement australien signe avec Naval Group un contrat de 34,3 milliards d'euros (réévalué plus tard à 56 milliards d'euros), la part française finale s'élevant au maximum à 8 milliards d'euros, pour la construction de douze sous-marins à propulsion classique anaérobie de classe Attack. Ces sous-marins sont une version classique dérivée du programme français de sous-marins nucleaires Barracuda. L'objectif est le remplacement de six sous-marins australiens de classe Collins qui arriveraient en limite d'âge en 2032. Le gouvernement australien fait le choix d'une version à propulsion classique anaerobie ― non nucléaire ― pour respecter le traité sur la non-prolifération des armes nucléaires que l'Australie a ratifié en 1973. La France partage une partie de ses connaissances technologiques pour que l'Australie puisse construire en totale souveraineté des sous-marins au-delà des douze sous-marins du programme initial. Il représente un contrat en or pour les deux pays ; d'un côté une importante rentrée d'argent, de l'autre un partage d'experience de mise en oeuvre de sous-marins. Ce contrat est ainsi parfois surnommé en France « le contrat du siècle », le partenariat stratégique couvrant une période de 50 ans.

### Contexte contractuel et conflit juridique
En 2024, Le Figaro relate les extraits du livre du journaliste Andrew Fowler, ayant interrogé David Gould, consultant expert recruté par le gouvernement Australien : « [L'offre Française], non seulement elle répondait à toutes les exigences australiennes, mais ses sous-marins, équipés d’un système de propulsion unique en son genre, étaient parmi les plus silencieux du monde. Une technologie chèrement protégée par Naval Group, que certains au sein du ministère australien de la Défense, auraient bien aimé nous voler... [...] les Australiens envisageaient de s’approprier le système de propulsion, puis de rompre le contrat avec Naval Group pour construire ensuite eux-mêmes leurs sous-marins. »
Il est également ajouté qu'« on reproche aux Français leur manque de ponctualité, leurs déjeuners trop longs, leurs pauses cigarette... On les accuse aussi de retards (réels, mais qui ne remettaient pas en cause le calendrier global) et on dénonce une « explosion » des coûts qui n’en est pas une : elle correspond en fait à l’inflation attendue au cours de la durée d’exécution du contrat, qui court sur vingt ans. » Les dessous de son enquête sont détaillés à un certain degré dans Nuked, sorti à l'été 2024.

### Début de la crise
Des membres du pouvoir australien approchent les autorités britanniques pour envisager une alternative au contrat français en mars 2021. Le vice-amiral australien Michael Noonan (admiral) (en) rencontre à Londres de chef de la Royal Navy, l'amiral Tony Radakin (en). L'idée d'acquérir des sous-marins nucléaires en lieu et place des sous-marins français à propulsion classique est explorée.
Un premier « voyant rouge » apparait publiquement le 2 juin 2021 lorsque le Secretary du Ministère de la Défense australien indique lors d'audition au Sénat qu'une « alternative » au contrat français pouvait être recherché. La ministre de la Défense française Florence Parly s'entretient avec son homologue australien le 9 juin et se voit répondre que l'Australie entend toujours respecter ce contrat.

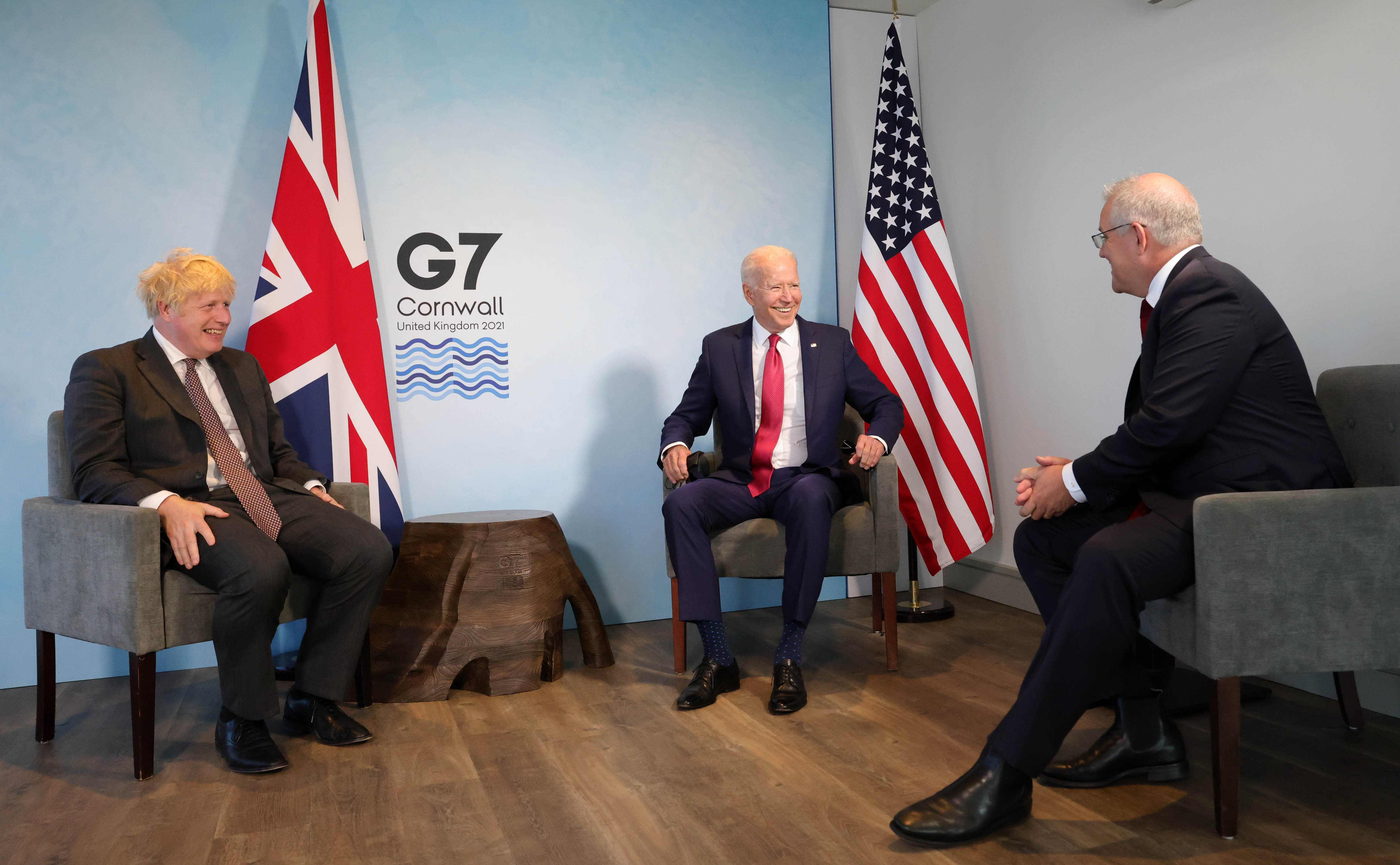
Le Premier ministre australien Scott Morrison (à droite), avec Joe Biden et Boris Johnson pendant une discussion lors du sommet du G7 organisé en Cornouailles en juin 2021.

En marge du sommet du G7 organisé en Cornouailles du 11 au 13 juin 2021, le Premier ministre du Royaume-Uni Boris Johnson convie ses homologues américains et australiens à un dîner officieux. Le but est de les convaincre de regrouper leurs pays respectifs dans une nouvelle alliance militaire, et de faire annuler le contrats de fourniture des sous-marins français à l'Australie,. Boris Johnson confirme en septembre 2024 à l'occasion de la publication de son autobiographie Unleashed le contenu des discussions visant à casser le contrat.
Le président français Emmanuel Macron reçoit le Premier ministre australien Scott Morrison pour un diner à l'Élysée le 15 juin, à l'issue duquel le président français réaffirme les engagements de son pays pour que le contrat se réalise malgré quelques retards et dépassements budgétaire. Les échanges entre officiels, ingénieurs, et militaires français et leurs interlocuteurs australiens s'intensifient par la suite. Le 30 août une réunion en visioconférence entre les quatre ministres de la défense et des affaires des deux pays a lieu, à l'issue de laquelle un communiqué commun met en avant l'importance du programme de construction de sous-marins pour les relations entre les deux pays, et son rôle dans l'approfondissement des liens entre les industries d'armement de la France et de l'Australie. Deux jours avant que la rupture du contrat ne soit rendue public, le président français Emmanuel Macron échange par SMS avec son homologue australien, lui demandant : « Should I expect good or bad news for our joint submarines ambitions? » (« Dois-je m'attendre à de bonnes ou de mauvaises nouvelles pour notre ambition conjointe sur les sous-marins ? »). 
Le 16 septembre 2021, au cours d'une allocution conjointe avec Joe Biden et Boris Johnson, le Premier ministre australien Scott Morrison annonce mettre fin au contrat avec Naval Group au profit de la nouvelle alliance AUKUS. Ce sont les États-Unis qui fourniront à l'Australie huit sous-marins nucléaires d'attaque.

### Issue de la crise
L'épilogue de la crise semble être l'annonce du nouveau Premier ministre australien, Anthony Albanese, dans laquelle il déclare le 11 juin 2022 que « l’Australie va verser 555 millions d’euros au groupe industriel français Naval Group pour rupture de contrat ».

### Dates clés
- 15 septembre 2021 : l'Australie rompt le contrat avec la France sans préavis ; concomitamment, l'alliance AUKUS est créée et une entente est établie entre l'Australie, les États-Unis d'Amérique et le Royaume-Uni, afin de construire les sous-marins dont l'Australie a besoin[13].
- 17 septembre 2021 : le gala censé célébrer les 240 ans de la bataille de la baie de Chesapeake est annulé par l'ambassade de France à Washington, dans le contexte de défiance qui s'est subitement installé à la suite du dévoilement de l'accord AUKUS[14].
- 17 septembre 2021 : la France, à la demande du président de la République, rappelle l'ambassadeur de France aux États-Unis, ce qui est une première dans son histoire, ainsi que l'ambassadeur de France en Australie[15]. Le rappel de l'ambassadeur de France au Royaume-Uni est jugé inutile car, selon le ministre français des Affaires étrangères Jean-Yves Le Drian, « la Grande-Bretagne dans cette affaire, c'est quand même un peu la cinquième roue du carrosse »[16].
- 22 septembre 2021 : Emmanuel Macron s'entretient par téléphone avec Joe Biden au sujet de la crise des sous-marins[17]. À l'issue de cette discussion, le chef de l'État français annonce que l'ambassadeur de France aux États-Unis regagnera son poste la semaine suivante[18]. Effectivement, l'ambassadeur de France est de retour à Washington le 29 septembre 2021[19].
- 23 septembre 2021 : Scott Morrison assure vouloir joindre le président Macron afin de s'entretenir avec lui de la crise, déclarant : « Nous allons être patients »[20].
- 1er octobre 2021 : les négociations commerciales concernant l'accord de libre-échange entre l'Australie et l'Union européenne sont interrompues pendant un mois à compter du 1er octobre 2021[21].
- 5 octobre 2021 : Antony Blinken, étant à Paris ce jour à l'OCDE, s'entretient avec le président Emmanuel Macron « pour renouer diplomatiquement et mettre sur pied la réconciliation officielle entre la France et les États-Unis »[22].
- 6 octobre 2021 : le ministre français des Affaires étrangères annonce en commission parlementaire le retour de l'ambassadeur de France à Canberra[23].
- 28 octobre 2021 : l'Élysée communique sur l'« entretien téléphonique avec M. Scott Morrison, Premier ministre du Commonwealth d'Australie »[24]. La presse en retient la déclaration présidentielle : « l'annulation de la commande de douze sous-marins a « rompu la relation de confiance » entre les deux pays »[25].
- 29 octobre 2021 : à Rome, Joe Biden et Emmanuel Macron ont un échange d'une heure et demie à la villa Bonaparte[26]. Biden reconnaît que « ce que nous avons fait était maladroit ».
- 3 novembre 2021 : la ministre australienne des Affaires étrangères Marise Payne s'entretient avec l'ambassadeur de France Jean-Pierre Thébault au sortir de sa quarantaine sanitaire[27].
- 15 décembre 2021 : lors d'un entretien télévisé marquant la fin de son quinquennat, Emmanuel Macron déclare : « Le gouvernement australien et son Premier ministre se sont mal comportés. […] Nous avons répondu de la manière la plus ferme et ce sera dans la durée que ça se consommera »[28].
- 21 mai 2022 : à la suite de la défaite de Scott Morrison aux élections fédérales australiennes de 2022, le ministre français des Affaires étrangères Jean-Yves Le Drian indique que ce résultat « [lui] convient très bien », estimant que ses actes « étaient d'une brutalité, d'un cynisme, et […] d'une incompétence notoire »[29].
- En juin 2022, le nouveau Premier ministre australien Anthony Albanese déclare reprendre à zéro les relations entre son pays et la France[30], et annonce un paiement de 555 millions d'euros à titre de compensation[31],[32].
- En juillet 2022, un rapport du Congrès américain[33] laisse planer des doutes quant à la capacité des États-Unis de fournir les sous-marins promis[34],[35],[36].

## Reprise des échanges en juin 2025
L'ambassade de France en Australie affirme que suite au nouveau mandat de Donald Trump, et à différentes évolution, l'Australie a réamorçé un nouveau dialogue avec la France afin de remettre sur selle le contrat.

## Réactions politiques en France

### Partis politiques
Quelques jours après la rupture du contrat et dans un contexte de pré-campagne présidentielle, des personnalités des différentes oppositions réclament la sortie totale de la France de l'OTAN ou seulement du commandement militaire intégré.
Jean-Luc Mélenchon accuse, dans un communiqué du 15 septembre 2021, les États-Unis de torpiller les sous-marins franco-australiens et propose de « refuser la caporalisation, de quitter l'Otan et d’expulser de France le Centre d'excellence Otan pour l'espace que les USA veulent installer à Toulouse ».
Fabien Roussel, secrétaire national du PCF, déclare : « La France doit quitter le commandement armé de l'Otan » et invite même le pays à claquer la porte de l'organisation, « résurgence de la Guerre froide, dangereuse et inutile » que le parti communiste considère comme étant à sens unique au profit de Washington.
Le parti Europe Écologie Les Verts considère que l'organisation est « une coquille vide » et appelle à la construction d’une défense européenne en remplacement.
Xavier Bertrand annonce vouloir « mettre sur la table la participation de la France au commandement intégré » et appelle à un sommet extraordinaire de l'organisation.
Cependant, le gouvernement annonce que la France compte rester dans l'OTAN.

### Sénat
Le 20 septembre 2021, Nathalie Goulet et plusieurs autres sénateurs demandent à la commission des Affaires étrangères, de la Défense et des Forces armées de créer une commission d'enquête sur les « conditions de la rupture du contrat de vente de douze sous-marins à l'Australie et ses conséquences sur les plans industriel et stratégique ». À défaut de commission d'enquête, des auditions débutent le 29 septembre au Sénat, puis à l'Assemblée nationale le 6 octobre 2021.
La commission sénatoriale présidée par le sénateur Les Républicains Christian Cambon dénonce « l'attitude récurrente de certains de nos alliés, qui se comportent plus comme des adversaires que comme des concurrents loyaux ».

### Assemblée nationale
Le PDG de Naval Group, Pierre Éric Pommellet, est entendu à huis clos le 28 septembre 2021 par la commission des Affaires économiques et celle de la Défense et des Forces armées pour savoir pourquoi le contrat a été rompu si brutalement et si Naval Group a été pris en traître. Les ambassadeurs Philippe Étienne et Jean-Pierre Thébault le sont également respectivement le 28 et 29 septembre. Le 6 octobre 2021, devant les commissions de la Défense nationale et des Forces armées et des Affaires étrangères réunies, Jean-Yves Le Drian répond aux questions des représentants des groupes parlementaires.

### Gouvernement
La diplomatie française rappelle ses ambassadeurs en Australie et aux États-Unis en réaction. Par ailleurs, le ministre de l'Europe et des Affaires étrangères, Jean-Yves Le Drian, estime que « l'OTAN a engagé une réflexion, à la demande du président de la République, sur ses fondamentaux. Il y aura au prochain sommet de l'OTAN à Madrid l'aboutissement du nouveau concept stratégique. Bien évidemment, ce qui vient de se passer aura à voir avec cette définition ».